# Marvel's Guardians of the Galaxy
『Marvel's Guardians of the Galaxy』（マーベル ガーディアンズ・オブ・ギャラクシー）は、2021年10月26日に発売したアクションアドベンチャーゲーム。開発はカナダのゲーム会社・Eidos-Montréal、発売はスクウェア・エニックス。

## 概要
マーベル・コミックの「ガーディアンズ・オブ・ザ・ギャラクシー」シリーズを元にした完全オリジナルストーリーの1人用サードパーソン・アクションアドベンチャーゲーム。プレイヤーはガーディアンズのリーダー、ピーター・クィル/スター・ロードとなり、ガモーラ、ロケット・ラクーン、グルート、ドラックスと共に冒険を繰り広げていく。
戦闘中にはピーターとしてエレメントブラスターやジェットブーツを駆使するほか、ガーディアンズのメンバーに技やターゲットの指示を出すことができる。メンバーによっては複数のスキルを持ち、それらを連携させることでより強大なダメージを与えることが可能。 また、敵と戦うことでゲージが溜まっていき、チームの指揮が上がる必殺技「Huddle」が使用可能になる。「Huddle」 中はピーターのカセットプレーヤーから流れるBGMがチームを鼓舞していく。
ゲーム内の会話では選択肢からピーターの発言や反応を決めることもある。ガーディアンズメンバーとの関係性やストーリーの進行に影響していくが、会話の分岐にかかわらず中心となるストーリーに変化はなく、エンディングも一つしか存在しない。

## 開発・リリース
スター・ロードを主人公にしたシングルプレイは、チームの心臓であること、またチーム内で人間部分であることが開発メンバーと重なることから決まった。同じくスクウェア・エニックス販売の『Marvel's Avengers』がマルチプレイ対応であるのに対し、ガーディアンズではチーム内でそれぞれのキャラクターの個性や特徴が絡み合うことが重要であり、1人のキャラクターを中心に据えることがよりガーディアンズのキャラクターたちの関係性を体感できることから、本作ではシングルプレイのみとなっている。スター・ロードは"いわゆるリーダー"であり、絶対的権力者ではないため、他のキャラクターたちと意見が対立したり、彼らがそれぞれの意思で行動したりすることがある。プレイヤーはそれらにどう対処するかを決める必要があり、開発チームはこれがガーディアンズの個性やキャラクターをよりいっそう際立たせるだろうとしている。
E3 2021期間中の6月14日配信「SQUARE ENIX PRESENTS SUMMER SHOWCASE」にて、プラットフォーム（PC・PlayStation 4、PlayStation 5、Xbox One、Xbox Series X/S）・発売日とあわせて初解禁された。PC版はSteamおよびEpic Games Storeで配信される。6月15日深夜（6月16日）配信の「Nintendo Direct | E3 2021」ではNintendo Switch用のクラウド版『Marvel's Guardians of the Galaxy: Cloud Version』の発売も発表された。
なお、本作には課金要素やダウンロードコンテンツを出す予定は無いとしている。